# Koet
Koet er en fjord i Bjugn kommune i Trøndelag fylke i Norge. Fjorden har indløb ved den smalle Jøssundstraumen i nord og går 7 kilometer mod sydvest  til Oksvoll i bunden af fjorden.
Fylkesvej 721 krydser sundet over Jøssundbroen. Bebyggelsen Jøssund ligger på nordsiden af fjorden, lige syd for Fauskan. Ved bunden af fjorden ligger der et cirka 200 meter bredt ejd med Valsfjorden på anden side.